# Linie Wellingtona
Linie Wellingtona (port. Linhas de Wellington) – portugalsko-francuski film historyczny z 2012 roku w reżyserii Valerii Sarmiento. Na jego bazie przygotowano także wersję w postaci miniserialu w 3 odcinkach.
Scenariusz filmu został napisany przez Carlosa Saboga i Raúla Ruiza, który zmarł przed rozpoczęciem zdjęć. Reżyserii podjęła się jego żona, Valeria Sarmiento. Zdjęcia kręcono w Portugalii.
Obraz był oficjalnym portugalskim kandydatem do Oscara dla najlepszego filmu nieanglojęzycznego, ale ostatecznie nie uzyskał nominacji.

## Opis fabuły
W 1810 francuskie wojska cesarskie pod wodzą marszałka Masseny najechały Portugalię, aby rozciągnąć na nią blokadę kontynentalną. Po błędach swego dowódcy Francuzi doznali porażki w bitwie pod Buçaco, mimo to kontynuowali marsz na Lizbonę. Armia angielsko-portugalska pod wodzą Wellingtona zdołała jednak pierwsza dotrzeć na przygotowany wcześniej pas umocnień chroniących stolicę Portugalii, czyli tzw. „linie Wellingtona” (pt. Linhas de Torres Vedras). Obrońcy stosują taktykę spalonej ziemi, z tego powodu Francuzi mają olbrzymie kłopoty ze zdobyciem żywności. Film prezentuje ciąg losów jednostek, żołnierzy i cywili, rzuconych w wir działań wojennych.

## Obsada
- Nuno Lopes: Sierżant Francisco Xavier
- Carloto Cotta: Kapitan Pedro de Alencar
- Marcello Urgeghe: Major Jonathan Foster
- Afonso Pimentel: Zé Maria
- Soraia Chaves: Martírio
- Adriano Luz: Bordalo
- Marisa Paredes: Filipa Sanches
- Victória Guerra: Clarissa Warren
- Filipe Vargas: Vicente de Almeida
- John Malkovich: Diuk Wellington
- Vincent Pérez: malarz Lévêque
- Melvil Poupaud: Marszałek Massena
- Mathieu Amalric: Generał Marbot
- Jemima West: Maureen
- Miguel Borges: Manuel Pena Branca
- João Luís Arrais: młody autysta
- Gonçalo Waddington: sanitariusz Eusébio
- Albano Jerónimo: opat
- Joana de Verona: Brites
- Manuel Wiborg: Ti Miguel
- Elsa Zylberstein: siostra Cordélia
- Miriam Heard: Odile de Ségur
- Sara Carinhas: Mariana de Ourém
- Christian Vadim: Marszałek Soult

Udział gościnny:
- Michel Piccoli: Leópold Schweitzer
- Catherine Deneuve: Severina Schweitzer
- Isabelle Huppert: Cosima Pia
- Chiara Mastroianni: huzar
- Malik Zidi: Octave de Ségur
- Maria João Bastos: Maria de Jesus
- Paulo Pires: Alberto